# سیستم شاهد دایمیو
سیستم شاهد دایمیو (به ژاپنی: 大名証人制度 だいみょうしょうにんせいど)، سیستمی که در آن شوگون‌سالاری ادو از اربابان فئودال و ملازمان ارشد آنها گروگان می‌گرفتند و آنها را مجبور به زندگی در ادو می‌کردند.
برای تثبیت دولت، شوگون سالاری ادو از اربابان فئودال و بازماندگان ارشد آنها گروگان می‌گرفتند. زنان و فرزندان اربابان فئودال ملزم به اقامت در ادو بودند، و ملازمان ارشد به همراه بستگان خود نیز به عنوان شاهد دایمیو (گروگان) به ادو فرستاده شدند. دلیل این بود که اگر تنها زنان و فرزندان اربابان فئودال گروگان گرفته می‌شدند. اگر یک ارباب فئودال قصد شورش داشت، گروگان‌ها از بین می‌رفتند.